# Flora Robson
Pour les articles homonymes, voir Robson.
Flora McKenzie Robson est une actrice anglaise, née le 28 mars 1902 à South Shields (Royaume-Uni), morte le 7 juillet 1984 à Brighton (Royaume-Uni).

## Biographie

### Enfance
Née à South Shields, anglaise d'ascendance écossaise, beaucoup de ses ancêtres étaient des ingénieurs, surtout dans la navigation. Son père, qui eut une influence majeure dans sa vie, était ingénieur naval, avant de se mettre en retraite et se déplacer de South Shields à Welwyn Garden City.
Elle est issue d'une nombreuse famille, avec deux frères, John et David et quatre sœurs Eliza (Lila), Margaret (Darge), Helen (Nellie) et Shela. Flora, Lila et Darge sont restées célibataires.
Très tôt, son père découvre que Flora a des talents dans la récitation, et à l'âge de 6 ans elle a commencé les concours de récitations. Elle grandit avec l'habitude de gagner et était très dépitée lorsqu'elle perdait. Elle fait ses études à la Palmers Green High School au nord de Londres.

### Carrière artistique
Elle a joué jusqu'à l'âge de 80 ans, avec notamment une participation dans la superproduction A Tale of Two Cities (dans le rôle de Miss Pross) pour la télévision américaine. Elle apparaitra aussi à la télévision britannique. Elle jouera des pièces dans le West End telles que Ring Round the Moon, L'Importance d'être Constant et Les Trois Sœurs.
Flora Robson fait ses débuts en 1921, à l'âge de 19 ans. De grande taille (1,78 m), mais n'ayant pas de côté glamour pour les rôles féminins principaux (avec un grand front, une grande bouche et un nez imposant), elle se spécialise dans des rôles de personnalité, notamment celle de la reine Élisabeth Ire dans L'Invincible Armada (1937) et L'Aigle des mers (1940).
À l'âge de 32 ans, Flora Robson joue l'impératrice Élisabeth de Russie dans le film d'Alexander Korda The Rise of Catherine the Great (1934). Elle est nommée dans la catégorie oscar de la meilleure actrice dans un second rôle à la cérémonie des Oscars pour son rôle d'Angelique Buiton dans L'Intrigante de Saratoga (1945). Après la guerre, elle apparaît dans Holiday Camp (1947), Le Narcisse noir (1947), Goodtime Girl (1948), Frieda (1947) et enfin dans Dead Lovers (1948).
Ses rôles de «méchantes» se limitent à la dame de cœur dans le film de 1972 Alice au pays des merveilles, Livia dans I, Claudius (1937), Ftatateeta dans César et Cléopâtre (1945), Miss Milcrist dans Meurtre au galop (1963), et à l’Impératrice douairière Tseu Hi dans Les 55 Jours de Pékin (1963).

## Filmographie
- 1931 : A Gentleman of Paris (en) de Sinclair Hill
- 1931 : Carnaval (Dance Pretty Lady) de Anthony Asquith : Mme Raeburn
- 1933 : One Precious Year de Henry Edwards : Julia Skene
- 1934 : The Rise of Catherine the Great de Paul Czinner : l'impératrice Élisabeth de Russie
- 1936 : Anna Christie (téléfilm) :Anna Christopherson
- 1937 : I, Claudius de Joseph von Sternberg : Livia
- 1937 : L'Invincible Armada de William K. Howard : Élisabeth Ire
- 1937 : Farewell Again de Tim Whelan : Lucy Blair
- 1939 : Les Hauts de Hurlevent de William Wyler : Ellen
- 1939 : Smith de Michael Powell : Mary Smith
- 1939 : Nous ne sommes pas seuls (We Are Not Alone) d'Edmund Goulding :Jessica Newcome
- 1939 : En surveillance spéciale (Invisible Stripes de Lloyd Bacon : Mme Taylor
- 1940 : Poison Pen de Paul Stein : Mary Rider
- 1940 : L'Aigle des mers de Michael Curtiz : Élisabeth Ire
- 1941 : Bahama Passage de Edward H. Griffith : Mme Ainsworth
- 1944 : Deux mille femmes de Frank Launder : Mme Manningford
- 1945 : Great Day de Lance Comfort : Mme Liz Ellis
- 1945 : L'Intrigante de Saratoga de Sam Wood : Angelique Buiton
- 1945 : César et Cléopâtre de Gabriel Pascal : Ftatateeta
- 1946 : The Years Between de Compton Bennett : Nanny
- 1947 : Le Narcisse noir de Michael Powell et Emeric Pressburger : Sœur Philippe
- 1947 : Frieda de Basil Dearden : Nell Dawson
- 1947 : Holiday Camp de Ken Annakin: Esther Harman
- 1948 : Les Ailes brulées (Good Time Girl) de David MacDonald : La présidente de la cour
- 1948 : Saraband for Dead Lovers de Basil Dearden et Michael Relph : La comtesse Clara Platen
- 1952 : The Tall Headlines de Terence Young : Mary Rackham
- 1953 : Tonnerre sur Malte (Malta Story) de Brian Desmond Hurst : Melita Gonzar, la mère de Maria
- 1954 : Roméo et Juliette de Renato Castellani : Nurse
- 1955 : Romeo and Juliette (téléfilm) : Nurse
- 1957 : High Tide at Noon de Philip Leacock : Donna MacKenzie
- 1957 : No Time for Tears de Cyril Frankel : Sœur Birch
- 1958 : The Gypsy and the Gentleman de Joseph Losey : Mme Haggard
- 1958 : Innocent Sinners de Philip Leacock : Olivia Chesney
- 1963 : Les 55 Jours de Pékin de Nicholas Ray : l’Impératrice douairière Tseu Hi
- 1963 : Meurtre au galop, de George Pollock : Mme Milchrest
- 1964 : Les Canons de Batasi de John Guillermin : Mme Baker Wise, M.P.
- 1965 : A King's Story : La reine Marie
- 1965 : Le Jeune Cassidy de Jack Cardiff et John Ford : Mme Cassidy
- 1965 : Ces merveilleux fous volants dans leurs drôles de machines de Ken Annakin : La mère supérieure
- 1966 : Frontière chinoise (7 Women), de John Ford : Mme Binns, cheffe de la mission britannique
- 1966 : David Copperfield (série télévisée) : Betsey Trotwood
- 1967 : Le Mystère des treize (Eye of the Devil) de J. Lee Thompson : Comtesse Estell
- 1967 : La Malédiction des Whateley de David Greene : Tante Agatha
- 1967 : Cry in the Wind
- 1970 : The Beast in the Cellar : Joyce Ballantyne
- 1970 : Fragment of Fear de Richard Sarafian : Lucy Dawson
- 1971 : Le Péché (The Beloved) de George Pan Cosmatos : Antigone
- 1971 : La grande scrofa nera de Filippo Ottoni
- 1972 : Alice au pays des merveilles de William Sterling : La Reine de cœur
- 1974 : Le Fantôme de Canterville : Mme Ummey
- 1974 : Heidi (téléfilm) : Grand-mère
- 1978 : Les Misérables (téléfilm)
- 1979 : Dominique, de Michael Anderson : Mme Davis
- 1979 : Oresteia (feuilleton TV) : Kilissa
- 1979 : Un homme nommé Intrépide (feuilleton TV) : Sœur Luc
- 1980 : Gauguin the Savage (téléfilm) : Sœur Allandre
- 1980 : A Tale of Two Cities (téléfilm) : Mme Pross
- 1981 : Le Choc des Titans de Desmond Davis : Stygian Witch

## Honneurs
Elle fut créée Commandant de l'Ordre de l'Empire britannique en 1952, et anoblie avec le titre de Dame Commandant en 1960. Elle fut aussi la première célébrité de devenir la Présidente du Petit Théâtre de Brighton.
Le 4 juillet 1958, elle reçoit une diplôme honoraire en littérature de l'Université de Durham, devant le public du château de Durham.